# Gens Cornelia

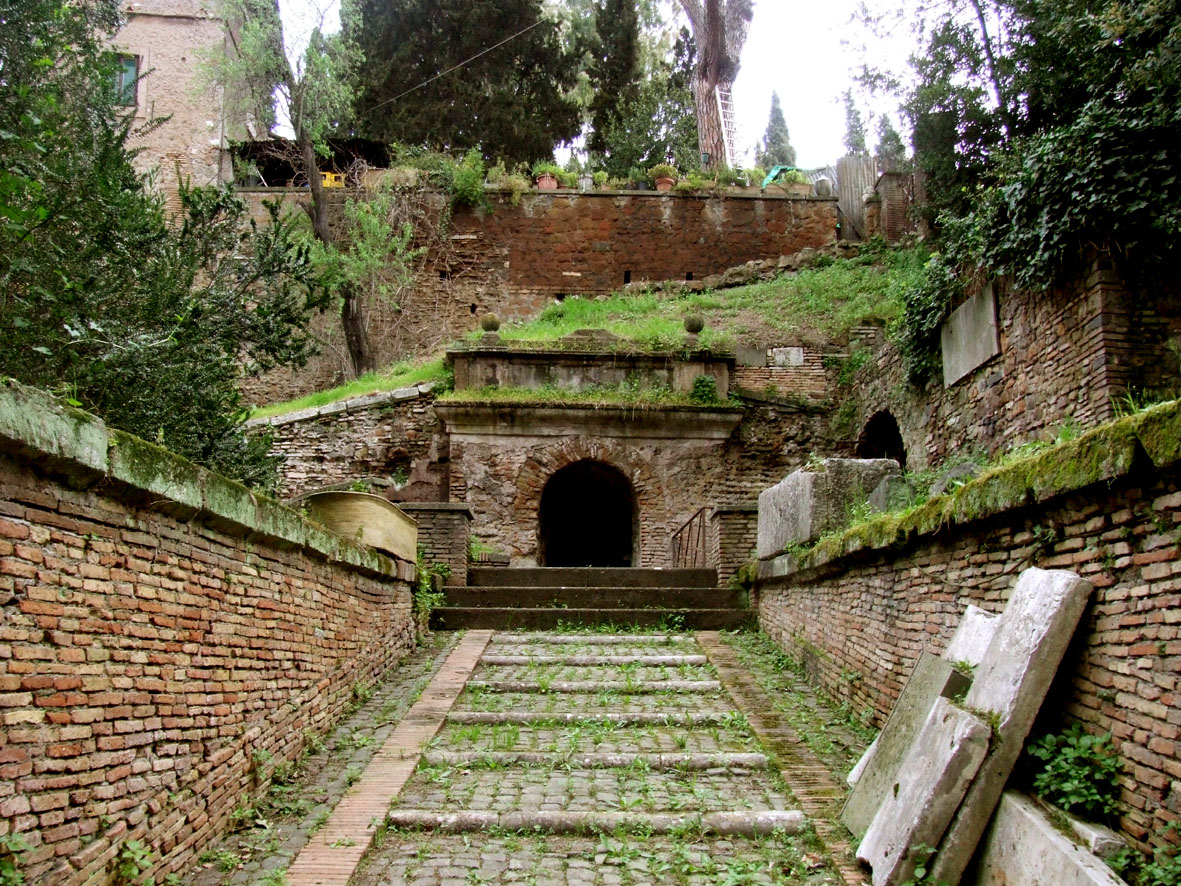
Ingången till Scipionernas grav.

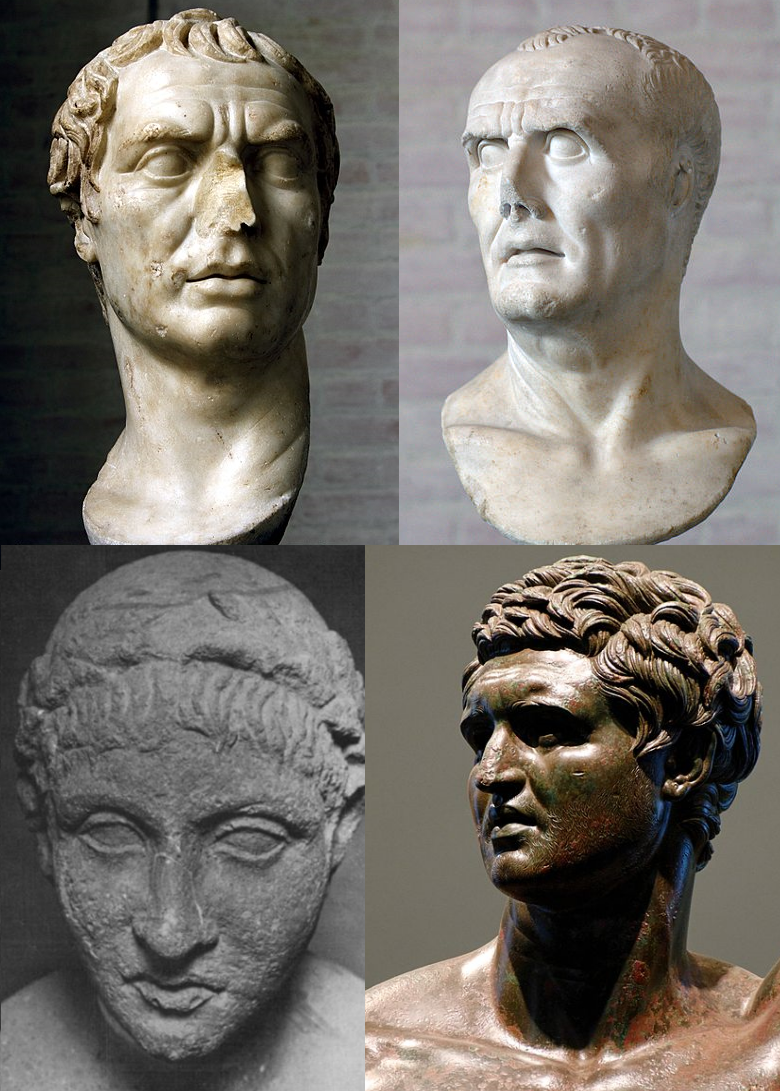
Fyra Scipioner: statyerna tros föreställa Scipio Africanus, Scipio Asiaticus, Scipio Aemilianus och Scipio Nascia Corculum.

Gens Cornelia var en av de mest framstående patriciska ätterna i Antikens Rom. Under republiken räknades de till gentes maiores (de större släkterna), och en fjärdedel av de senatens talmän och Roms överstepräster vi känner till var Cornelier. Ätten var uppdelad i många grenar, både patriciska och plebejiska, vissa med mycket avlägset släktskap till varandra. De patriciska grenarna hette: Arvina, Blasio, Cethegus, Cinna, Cossus, Dolabella, Lentulus, Maluginensis, Mammula, Merenda, Merula, Rufinus, Scapula, Scipio, Sisenna och Sulla. Bland de plebejiska grenarna fanns Gallus och Balbus, och det fanns även andra cognomen som bars av frigivna slavar ur släkten.
Enligt Cicero hade Cornelierna traditionen att till skillnad från andra ätter begravas obrända, vilket bekräftats sedan man fann Scipionernas grav vid Via Appia i Rom. Denna tradition bröts när Sulla begravdes.

## Personer ur den Cornelianska ätten
- Faustus Cornelius Sulla (quaestor), romersk politiker, quaestor 54 f.Kr.
- Faustus Cornelius Sulla Lucullus, romersk politiker, consul suffectus 31 e.Kr.
- Faustus Cornelius Sulla Felix, romersk politiker, konsul 52 e.Kr.
- Gaius Cornelius (tribun), romersk politiker, folktribun 67 f.Kr.
- Gaius Cornelius (riddare), romersk riddare
- Gaius Cornelius Cethegus (konsul), romersk politiker, konsul 197 f.Kr.
- Gaius Cornelius Cethegus (senator), romersk politiker
- Gaius Cornelius Gallicanus, romersk politiker och militär
- Gaius Cornelius Gallus, romersk politiker och poet
- Gaius Cornelius Minicianus, romersk politiker och militär
- Gaius Cornelius Rarus, romersk politiker, suffektkonsul 93
- Gnaeus Cornelius Blasio (konsul), romersk politiker
- Gnaeus Cornelius Blasio (prokonsul), romersk politiker
- Gnaeus Cornelius Dolabella (konsul 159 f.Kr.), romersk politiker
- Gnaeus Cornelius Dolabella (konsul 81 f.Kr.), romersk politiker
- Gnaeus Cornelius Dolabella (praetor 81 f.Kr.), romersk politiker
- Gnaeus Cornelius Dolabella (död 69 e.Kr.), romersk patricier, släkting till kejsar Galba
- Gnaeus Cornelius Lentulus (konsul 201 f.Kr.), romersk politiker och militär
- Gnaeus Cornelius Lentulus (konsul 146 f.Kr.), romersk politiker
- Gnaeus Cornelius Lentulus (konsul 97 f.Kr.), romersk politiker
- Gnaeus Cornelius Lentulus (konsul 18 f.Kr.), romersk politiker
- Gnaeus Cornelius Lentulus Augur, romersk politiker, konsul 14 f.Kr.
- Gnaeus Cornelius Lentulus Clodianus (konsul), romersk politiker, konsul 72 f.Kr.
- Gnaeus Cornelius Lentulus Clodianus (praetor), romersk politiker, praetor 59 f.Kr.
- Gnaeus Cornelius Lentulus Gaetulicus (konsul 26 e.Kr.), romersk politiker
- Gnaeus Cornelius Lentulus Gaetulicus (konsul 55 e.Kr.), romersk politiker
- Gnaeus Cornelius Lentulus Marcellinus, romersk politiker och militär, konsul 56 f.Kr.
- Gnaeus Cornelius Scipio Asina, romersk politiker, konsul 260 f.Kr. och 254 f.Kr.
- Gnaeus Cornelius Scipio Calvus, romersk fältherre och statsman, konsul 222 f.Kr.
- Gnaeus Cornelius Scipio Hispallus,  romersk politiker, konsul 176 f.Kr.
- Gnaeus Cornelius Scipio Hispanus, romersk politiker, praetor 139 f.Kr.
- Lucius Cornelius Chrysogonus, romersk frigiven
- Lucius Cornelius Cinna, romersk politiker, konsul 87 f.Kr. till 84 f.Kr.
- Lucius Cornelius Cinna (konsul 127 f.Kr.), romersk politiker
- Lucius Cornelius Cinna (pretor 44 f.Kr.), romersk politiker
- Lucius Cornelius Cinna (suffektkonsul 32 f.Kr.), romersk politiker
- Lucius Cornelius Dolabella (amiral), romersk militär
- Lucius Cornelius Dolabella (praetor 100 f.Kr.), romersk politiker
- Lucius Cornelius Lentulus (konsul 327 f.Kr.), romersk politiker och militär
- Lucius Cornelius Lentulus (konsul 199 f.Kr.), romersk politiker och militär
- Lucius Cornelius Lentulus (konsul 130 f.Kr.), romersk politiker och militär
- Lucius Cornelius Lentulus (prokonsul), romersk politiker och militär
- Lucius Cornelius Lentulus (konsul 3 f.Kr.), romersk politiker
- Lucius Cornelius Lentulus Caudinus (konsul 275 f.Kr.), romersk politiker och militär
- Lucius Cornelius Lentulus Caudinus (konsul 237 f.Kr.), romersk politiker och militär
- Lucius Cornelius Lentulus Crus, romersk politiker och militär
- Lucius Cornelius Lentulus Lupus, romersk politiker
- Lucius Cornelius Lentulus Niger, romersk politiker
- Lucius Cornelius Maluginensis, romersk politiker, konsul 459 f.Kr.
- Lucius Cornelius Pusio, romersk politiker
- Lucius Cornelius Scipio (konsul 350 f.Kr.).), romersk politiker
- Lucius Cornelius Scipio (konsul 259 f.Kr.), romersk politiker
- Lucius Cornelius Scipio (praetor 174 f.Kr.), romersk politiker
- Lucius Cornelius Scipio (quaestor 167 f.Kr.), romersk politiker och militär
- Lucius Cornelius Scipio Asiaticus (konsul 190 f.Kr.), romersk politiker och fältherre
- Lucius Cornelius Scipio Asiaticus (konsul 83 f.Kr.), romersk politiker
- Lucius Cornelius Scipio Barbatus, romersk politiker, konsul 298 f.Kr.
- Marcus Cornelius Cethegus (konsul 204 f.Kr.), romersk politiker
- Marcus Cornelius Cethegus (konsul 160 f.Kr.), romersk politiker
- Marcus Cornelius Fronto, romersk retor och författare
- Marcus Cornelius Maluginensis (decemvir), romersk politiker och militär, decemvir 450 f.Kr.
- Marcus Cornelius Maluginensis (konsul), romersk politiker och militär, konsul 436 f.Kr.
- Marcus Cornelius Maluginensis (censor), romersk politiker, censor 393 f.Kr.
- Marcus Cornelius Maluginensis (konsulartribun), romersk politiker, konsulartribun 369 f.Kr.
- Marcus Cornelius Mammula, romersk politiker och diplomat
- Marcus Cornelius Nigrinus Curiatius Maternus, romersk militär och politiker
- Marcus Cornelius Scipio Maluginensis, romersk politiker, praetor 176 f.Kr.
- Publius Cornelius (konsulartribun), romersk politiker, konsulartribun 389 och 385 f.Kr
- Publius Cornelius Cethegus (konsul), romersk politiker, konsul 181 f.Kr.
- Publius Cornelius Cethegus (senator), romersk politiker
- Publius Cornelius Cossus (konsulartribun 415 f.Kr.), romersk politiker
- Publius Cornelius Cossus (konsulartribun 408 f.Kr.), romersk politiker
- Publius Cornelius Cossus (konsulartribun 395 f.Kr.), romersk politiker
- Publius Cornelius Dolabella (konsul 283 f.Kr.), romersk politiker
- Publius Cornelius Dolabella (praetor 69 f.Kr.), romersk politiker
- Publius Cornelius Dolabella (konsul 44 f.Kr.),  romersk politiker
- Publius Cornelius Dolabella (konsul 35 f.Kr.), romersk politiker
- Publius Cornelius Dolabella (konsul 10 e.Kr.),  romersk politiker
- Publius Cornelius Dolabella (konsul 55 e.Kr.), romersk politiker
- Publius Cornelius Lentulus (pretor 214 f.Kr.), romersk politiker och militär
- Publius Cornelius Lentulus (konsul 162 f.K.), romersk politiker och militär
- Publius Cornelius Lentulus Caudinus (konsul), romersk politiker och militär, konsul 236 f.Kr.
- Publius Cornelius Lentulus Caudinus (praetor), romersk politiker och militär, praetor 203 f.Kr.
- Publius Cornelius Lentulus Marcellinus, romersk politiker
- Publius Cornelius Lentulus Scipio (konsul 2 e.Kr.), romersk politiker
- Publius Cornelius Lentulus Scipio (konsul 24 e.Kr.), romersk politiker
- Publius Cornelius Lentulus Spinther (konsul 57 f.Kr.), romersk politiker
- Publius Cornelius Lentulus Spinther (quaestor 44 f.Kr.), romersk politiker
- Publius Cornelius Lentulus Sura, romersk politiker
- Publius Cornelius Maluginensis, romersk politiker, konsul 393 f.Kr.
- Publius Cornelius Philomusus, romersk målare
- Publius Cornelius Rufinus (diktator), romersk politiker
- Publius Cornelius Rufinus (konsul), romersk politiker och militär, konsul 290 och 277 f.Kr.
- Publius Cornelius Rutilus Cossus, romersk politiker
- Publius Cornelius Scipio (tribun), romersk politiker och historiker, konsulartribun 395 och 394 f.Kr.
- Publius Cornelius Scipio (konsul 218 f.Kr.), romersk politiker och fältherre
- Publius Cornelius Scipio (augur), romersk politiker, augur 180 f.Kr.
- Publius Cornelius Scipio (konsul 16 f.Kr.), romersk politiker
- Publius Cornelius Scipio (quaestor), romersk politiker
- Publius Cornelius Scipio (konsul 56 e.Kr.), romersk politiker
- Publius Cornelius Scipio Aemilianus Africanus, romersk politiker, konsul 147 f.Kr. och 134 f.Kr.
- Publius Cornelius Scipio Africanus, romersk politiker, konsul 205 f.Kr. och 194 f.Kr.
- Publius Cornelius Scipio Asiaticus, romersk politiker, consul suffectus 68 e.Kr.
- Publius Cornelius Scipio Asina, romersk politiker, konsul 221 f.Kr., interrex 217 f.Kr.
- Publius Cornelius Scipio Nasica (konsul), romersk politiker, konsul 191 f.Kr
- Publius Cornelius Scipio Nasica (praetor), romersk politiker, praetor 93 f.Kr.
- Publius Cornelius Scipio Nasica Corculum,  romersk politiker, konsul 162 f.Kr. och 155 f.Kr.
- Publius Cornelius Scipio Nasica Serapio (konsul 138 f.Kr.), romersk politiker
- Publius Cornelius Scipio Nasica Serapio (konsul 111 f.Kr.), romersk politiker
- Publius Cornelius Lentulus Scipio (konsul 2 e.Kr.), romersk politiker
- Publius Cornelius Lentulus Scipio (konsul 24 e.Kr.), romersk politiker
- Publius Cornelius Tacitus, romersk historiker
- Servius Cornelius Cethegus, romersk politiker
- Servius Cornelius Dolabella Petronianus, romersk politiker, konsul 86 e.Kr.
- Servius Cornelius Dolabella Metilianus Pompeius Marcellus, romersk politiker, konsul 113 e.Kr.
- Servius Cornelius Lentulus (konsul), romersk politiker, konsul 303 f.Kr.
- Servius Cornelius Lentulus (praetor), romersk politiker, praetor 169 f.Kr.
- Servius Cornelius Lentulus Maluginensis romersk politiker, consul suffectus 10 e.Kr.
- Servius Cornelius Maluginensis Cossus, romersk politiker, konsul 485 f.Kr.
- Servius Cornelius Maluginensis (konsulartribun), romersk politiker och militär, konsulartribun 386 f.Kr.
- Servius Cornelius Maluginensis (magister equitum), romersk politiker och militär, magister equitum 361 f.Kr.
- Servius Cornelius Scipio Salvidienus Orfitus (konsul 51), romersk politiker
- Servius Cornelius Scipio Salvidienus Orfitus (suffektkonsul), romersk politiker
- Servius Cornelius Scipio Salvidienus Orfitus (konsul 110), romersk politiker
- Servius Cornelius Scipio Salvidienus Orfitus (konsul 149), romersk politiker
- Servius Cornelius Scipio Salvidienus Orfitus (konsul 178), romersk politiker